# 1784
1784 (MDCCLXXXIV) fue un año bisiesto comenzado en jueves según el calendario gregoriano.

## Acontecimientos
- 6 de enero: Turquía acepta la anexión rusa de Crimea por el Tratado de Constantinopla.
- 14 de enero: en los Estados Unidos, el Congreso ratifica el Tratado de París con Reino Unido por el que concluye la guerra de Independencia de Estados Unidos.
- 17 de enero: en Madrid se establecen por primera vez los sellos de fecha para las cartas.
- 18 de julio: en la ciudad turca de Erzincan se registra un fuerte terremoto de 7,6 que deja entre 5.000 y 10.000 muertos.
- Carlos III de España ordena la construcción de una fonda a los pies del Alto del León, origen de la localidad segoviana de San Rafael.

## Arte y literatura
- *Immanuel Kant publica su ensayo ¿Qué es la Ilustración?[1]

## Nacimientos

### Marzo
- 12 de marzo: William Buckland, geólogo y paleontólogo británico (f. 1856).

### Abril
- 9 de abril: Rafael de Riego, militar y político liberal español (f. 1823).
- 21 de abril: Karl von Decker, militar alemán (f. 1844).

### Mayo
- 19 de mayo: José Félix Valdivieso, político, jurista y diplomático ecuatoriano (f. 1856).

### Junio
- 3 de junio: William Yarrell, naturalista inglés (f. 1856).
- 14 de junio: Francesco Morlacchi, compositor italiano (f. 1841).
- 24 de junio: Juan Antonio Lavalleja, militar y político uruguayo (f. 1853).

### Julio
- 17 de julio: Álvaro Dávila y Núñez de Villavicencio, aristócrata español (f. 1825).
- 22 de julio: Friedrich Bessel, matemático alemán (f. 1846).

### Septiembre
- 7 de septiembre: Luis Beltrán, fraile y militar argentino (f. 1827).

### Octubre
- 14 de octubre: Fernando VII de España (f. 1833).
- 27 de octubre: Fructuoso Rivera, militar y político uruguayo, primer presidente de ese país (f. 1854).
- 28 de octubre: José Tadeo Monagas, militar y político venezolano, presidente de Venezuela en tres ocasiones (f. 1868).

### Noviembre
- 7 de noviembre: Friedrich Kalkbrenner, pianista y compositor alemán (f. 1849).
- 24 de noviembre: Zachary Taylor, militar estadounidense y 11° presidente desde 1849 hasta 1850 (f. 1850).

### Fecha desconocida
- Ángel Sagaseta de Ilurdoz Garraza, síndico y político español (f. 1843).

## Fallecimientos
- 27 de febrero: Conde de Saint Germain, aventurero, diplomático y alquimista francés.
- 31 de julio: Denis Diderot, escritor y filósofo francés (n. 1713).
- 28 de agosto: Junípero Serra, misionero franciscano español (n. 1713).
- 3 de noviembre: Matías de Gálvez y Gallardo, militar y político español (n. 1717).